# Сесіліо Баес
Сесиліо Баес Гонсалес (ісп. Cecilio Báez, 1 лютого 1862, Асунсьйон — 18 липня 1941) — парагвайський політичний і державний діяч. Тимчасовий президент Парагваю. Педагог, професор, доктор наук, історик.
З 8 грудня 1905 р. по 25 листопада 1906 р. виконував обов'язки президента Парагваю.
Член Ліберальної партії. Його президентство почалося в період правління Ліберальної партії, яке тривало понад 30 років. Протягом багатьох років займав пост міністра закордонних справ в уряді лібералів.
У 1887 році був одним із засновників Демократичного центру Парагваю.
Був професором університету Асунсьйона, деканом юридичного факультету, читав лекції з історії, а з 1929 по 1941 рік — ректор Національного університету.
Автор низки історичних, соціологічних та юридичних праць, в тому числі про громадянські свободи й диктатуру в Парагваї та Південній Америці, а також історичного огляду Парагваю.
Почесний Вічний ректор Національного університету Асунсьйона. За свою довгу наукову кар'єру нагороджений кількома міжнародними преміями. Був обраний членом Товариства соціальних наук Філадельфії в США, Історичної Академії в Гавані і Société Académique de l'Histoire International в Парижі